# Эмихир, Летисия
Летисия Эджоба Эмихир (англ. Laeticia Ejoba Amihere; род. 10 июля 2001 года в Миссиссоге, Онтарио, Канада) — канадская профессиональная баскетболистка, выступает за клуб женской национальной баскетбольной ассоциации «Голден Стэйт Валкириз». Была выбрана на драфте ВНБА 2023 года в первом раунде под общим восьмым номером командой «Атланта Дрим». Играет на позиции тяжёлого форварда. Кроме этого выступает в женской национальной баскетбольной лиге за команду «Перт Линкс».
В составе национальной сборной Канады принимала участие на Олимпийских играх 2020 года в Токио и 2024 года в Париже, чемпионате мира 2022 года в Австралии и чемпионате Америки 2021 года в Сан-Хуане.

## Ранние годы
Летисия родилась 10 июля 2001 года в Миссиссоге (провинция Онтарио), седьмом по количеству населения городе Канады, в семье Энтони и Джорджетты Эмихир, у неё есть два брата, Бенсон и Кофи, училась же в соседнем городе Оквилл в королевской христианской академической школе, в которой выступала за местную баскетбольную команду.

## Профессиональная карьера
В 2023 году Летисия Эмихир выставила свою кандидатуру на драфт ВНБА, на котором была выбрана в первом раунде под общим восьмым номером клубом «Атланта Дрим». В дебютном сезоне «Атланта» заняла пятое место, Эмихир провела 21 матч, набирая по 2,7 очка, 1,0 подбора и 0,2 передачи в среднем за игру, также реализуя 40,5 % бросков с игры и 53,7 % штрафных.
17 сентября 2024 года Летисия подписала контракт с командой ЖНБЛ «Перт Линкс» на сезон 2024/2025 годов. По его итогам «Линкс» заняли второе место, что позволило им пробиться в плей-офф, но в полуфинале «Перт» уступил «Таунсвилл Файр» со счётом 0:2, а Эмихир провела 23 матча, 22 из них в стартовом составе, набирая по 15,5 очков, 6,3 подбора и 1,7 передачи в среднем за игру, реализуя при этом 49,8 % бросков с игры, 24,0 % бросков из-за дуги и 66,7 % штрафных, за что по его итогам была включена в первую сборную всех звёзд турнира.